# 羅斯科鎮區 (密蘇里州聖克萊爾縣)
羅斯科鎮區（英語：Roscoe Township）是位於美國密蘇里州聖克萊爾縣的村。

## 人口
根據2020年美國人口普查的數據，羅斯科鎮區的面積為169.42平方千米，當中陸地面積為162.81平方千米，而水域面積為6.60平方千米。當地共有人口471人，而人口密度為每平方千米3人。